# Won Myong-gyong
Won Myong-gyong (ur. 2000) – północnokoreańska zapaśniczka walcząca w stylu wolnym. 
Brązowa medalistka mistrzostw Azji w 2025. Trzecia na mistrzostwach Azji juniorów w 2019. Wygrała mistrzostwa Azji kadetek w 2016 roku.